# Aeródromo Punta Chungo
El Aeródromo Punta Chungo (OACI: SCHO) es un terminal aéreo ubicado 4 kilómetros al noreste de Los Vilos, Provincia del Choapa, Región de Coquimbo, Chile. Es de propiedad privada.